# Rosie la Rivettatrice

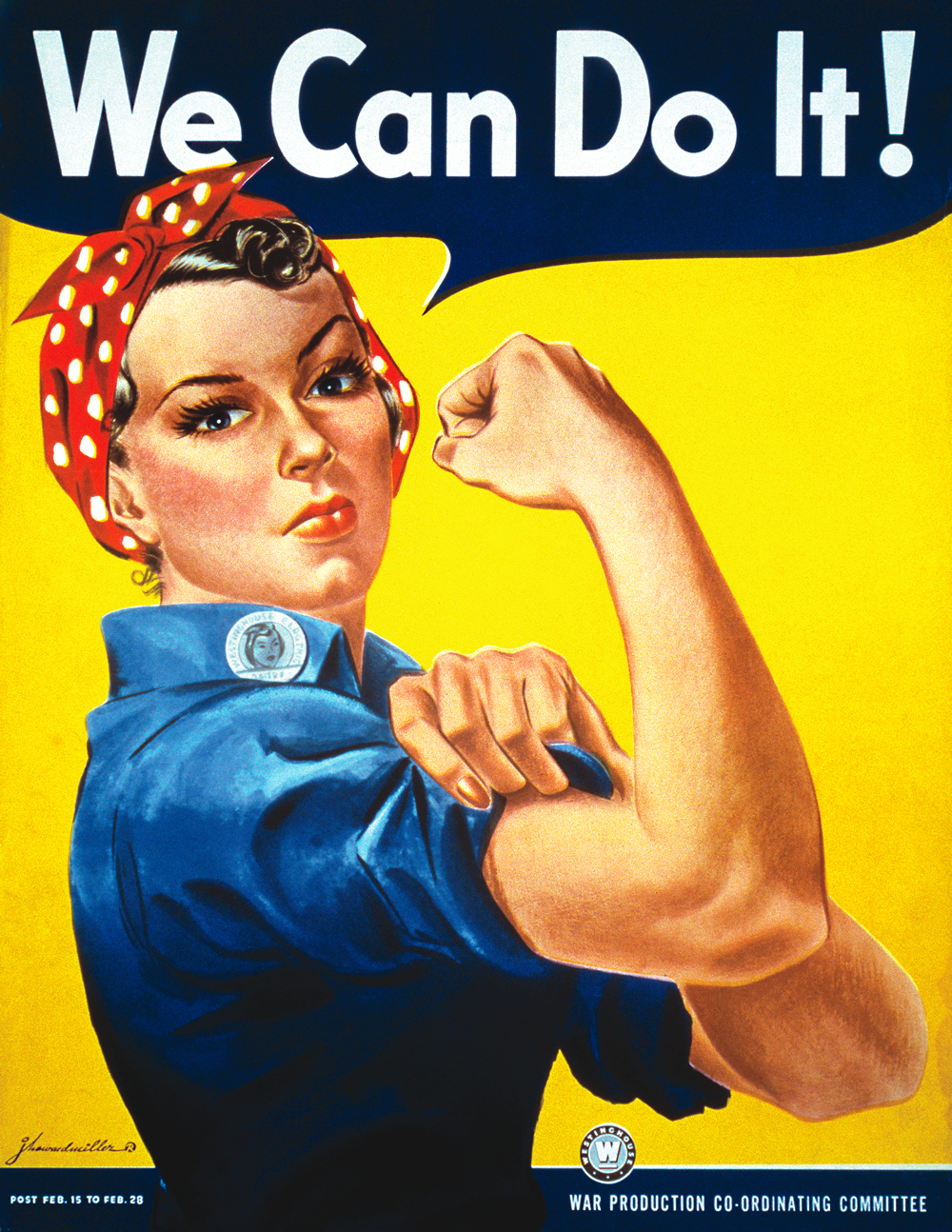
We Can Do It!, poster di J. Howard Miller del 1943 ispirato a Rosie the Riveter

Rosie the Riveter ("Rosie la Rivettatrice") è un'icona culturale degli Stati Uniti, che rappresenta le donne americane che lavoravano nelle fabbriche durante la seconda guerra mondiale, molte delle quali erano impiegate in stabilimenti che producevano munizioni e rifornimenti di guerra, spesso sostituendo gli uomini impegnati nell'esercito.
L'immagine We Can Do It! in cui è raffigurata faceva parte della propaganda americana durante la seconda guerra mondiale per sostenere il morale della popolazione e incoraggiarne le scelte patriottiche.  Rosie the Riveter è comunemente usata come simbolo del femminismo e del potere economico delle donne.

## Storia
Il termine "Rosie the Riveter" apparve per la prima volta nel 1942 in una canzone omonima scritta da Redd Evans e John Jacob Loeb. Il brano descrive Rosie come una lavoratrice instancabile in catena di montaggio, che fa la sua parte per assistere lo sforzo bellico statunitense, ed è stato registrato da numerosi artisti, tra cui il jazzista Kay Kyser e The Four Vagabonds.

Mentre le altre ragazze frequentano i loro cocktail bar preferiti,

Versando Martini secco e ruminando caviale,

C'è una ragazza che le fa vergognare,

Rosie - è il suo nome.

Per tutto il giorno,

Che ci sia la pioggia o il sole

Lei fa parte della catena di montaggio.

Sta facendo la storia,

Lavorando per la vittoria

Rosie the Riveter

Il nome "Rosie" derivava dal soprannome di Rosina Bonavita, una lavoratrice presso la Convair di San Diego, in California.
Nel 1943, prendendo spunto dalla canzone, il comitato per il coordinamento della produzione bellica della Westinghouse Electric (la compagnia da cui è scaturita la CBS) incaricò l'artista J. Howard Miller di realizzare un poster di propaganda per sostenere l'impegno statunitense nella seconda guerra mondiale. 
Uno di questi poster, il famoso We Can Do It!, si basa su una foto scattata a una rivettatrice al lavoro.
Nel tempo, a questa operaia furono attribuite diverse identità: dapprima si è pensato che fosse Geraldine Hoff (poi Doyle) (1924-2010), un'operaia diciassettenne in una fabbrica del Michigan 
In seguito, la figura di Rosie the Riveter fu associata a Rose Will Monroe, una rivettatrice della Willow Run Aircraft Factory di Ypsilanti, in Michigan, che comparve in un filmato di propaganda della seconda guerra mondiale. 
Infine fu associata a Naomi Parker Fraley, secondo le ricerche del Dr. James Kimble (Seton Hall University) 

## Utilizzo istituzionale dell'immagine
L'opera di Miller è riprodotta su un francobollo delle poste statunitensi emesso nel 1999.